# Neuraeschna costalis
Neuraeschna costalis – gatunek ważki z rodziny żagnicowatych (Aeshnidae). Występuje na terenie Ameryki Południowej.